# 시오하마촌
시오하마촌(塩浜村)은 미에현 미에군에 있던 촌이다. 현재 욧카이치시 중심부의 남쪽, 스즈카강 하구 왼쪽 강변, 긴테쓰 나고야선 시오하마역 부근에 해당한다.

## 역사
- 1889년 4월 1일 - 정촌제 시행에 의해 미에군 시오하마촌이 성립하였다.
- 1930년 1월 1일 - 욧카이치시에 편입해, 동일 시오하마촌은 폐지되었다.

## 교통
- 철도성
  - 간사이 본선
- 이세전기철도
  - 본선 (현 긴테쓰 나고야선)

## 참고문헌
- 가도카와 일본 지명 대사전 24 三重県